# 小野隆弘
小野 隆弘（おの たかひろ、1925年 - ）は、日本の写真家。
岡山市出身・在住。
石津良介とともに岡山を代表する写真家山崎治雄の薫陶を受た写真家のひとり。兄は志賀直哉の書生を務めた文学者の秋山素男。小野隆弘撮影の写真に文章をつけるなど、共同制作も行なった。伝説の写真展『The Family of Man（人間家族）』日本巡回展に参加。ニューヨークメトロポリタン美術館に会陽（岡山県西大寺の裸祭り）を写した写真が永久保存されている。

## 経歴
戦前、中学生の頃、友人とカメラ「パーレット」で写真を始める。岡山千日前の映画館で見た文化映画の「病院船」の記録映画に感動し、報道写真を志す。その後1942年（昭和17年）上京し金丸重嶺が創設した日本大学芸術学部写真学科に一期のみ在学するが中退。航空写真に憧れ、名古屋の三菱重工に徴用。水島の飛行機製作所では写真撮影を担当（地形、飛行機の部品等）。その後、軍隊に入営。
1953年（昭和28年）2月、岡山芸能懇話会の依頼で緑川洋一、葛原茂樹とともに岡山県西大寺の会陽（裸祭り）で本堂の欄間に上がって、はだかの群衆のなかに神木を投げ入れる瞬間を撮影した。とくに小野隆弘の撮影したその時の写真は1953年に『毎日グラフ』12月23日号に見開きページで発表された。
その後三木淳の手によってアメリカに送られ『LIFE』誌1954年3月15日号にて、やはり見開きページで大々的に発表された。以後、イギリス、フランス等、当時の共産圏をのぞく世界各国で紹介された。またその時の共同制作による記録は岡山芸能懇話会の企画として1953年『会陽 西大寺のはだか祭』として冊子にまとめられた。
また『世界写真全集5 日本』（編集：伊奈信男、金丸重嶺、木村伊兵衛、滝口修造、原弘（装丁も）、光吉夏弥、平凡社1956）、『日本写真全集9 民俗と伝統』（重森弘淹、小沢健志ほか編集、小学館、1987年）にも同写真が木村伊兵衛、濱谷浩、石元泰博、芳賀日出男、東松照明等の写真家の作品とともに掲載されている。
1956年（昭和31年）に開催された伝説の写真展『The Family of Man（人間家族）』日本巡回展では、渡辺義雄を通じ、キュレーターのエドワード・スタイケンから依頼され、木村伊兵衛、渡辺義雄、濱谷浩、林忠彦、田沼武能らとともに追加出展作品で参加し「深い田んぼ（富山県氷見市）」を出品。
そして1959年（昭和34年）、会陽の写真はメトロポリタン美術館にアイヴァン・ドミトリー（Ivan Dmitri）のキュレーションで展示、永久コレクションされることになった（世界中から258名の写真家が選定、日本からは小野含め2名）。翌年「芸術としての写真：メトロポリタン美術館選定」展として日本で展示された。